# Stanisław Bortnowski
Stanisław Bortnowski (ur. 1935, zm. 24 maja 2014) – polski nauczyciel akademicki, dr filologii polskiej, pracownik Instytutu Polonistyki Wydziału Filologicznego Uniwersytetu Jagiellońskiego (UJ), publicysta, autor poradników metodycznych dla nauczycieli języka polskiego.

## Życiorys
Był absolwentem studiów polonistycznych na Uniwersytecie Jagiellońskim w Krakowie (1951–1955), następnie pracował w latach 1955–1957 w charakterze nauczyciela w Liceum Ogólnokształcącym w Smogorzowie i w latach 1957-1975 w Liceum Ogólnokształcącym im. Władysława Gębika w Kwidzynie. W 1994 r., uzyskał doktorat z filologii polskiej na UJ. Przez 30 lat był pracownikiem naukowym Katedry Polonistycznej Edukacji Nauczycielskiej na Wydziale Polonistyki Uniwersytetu Jagiellońskiego. Jako publicysta współpracował między innymi z "Życiem Literackim" (1965–1991), "Kulturą", "Polityką", "Głosem Nauczycielskim" czy "Dziennikiem Polskim".
We wrześniu 2005 został laureatem nagrody Krakowska Książka Miesiąca za poradnik dla nauczycieli Przewodnik po sztuce uczenia literatury.
Stanisław Bortnowski został pochowany na cmentarzu Batowickim w Krakowie (kw. G-XXX-3-10).

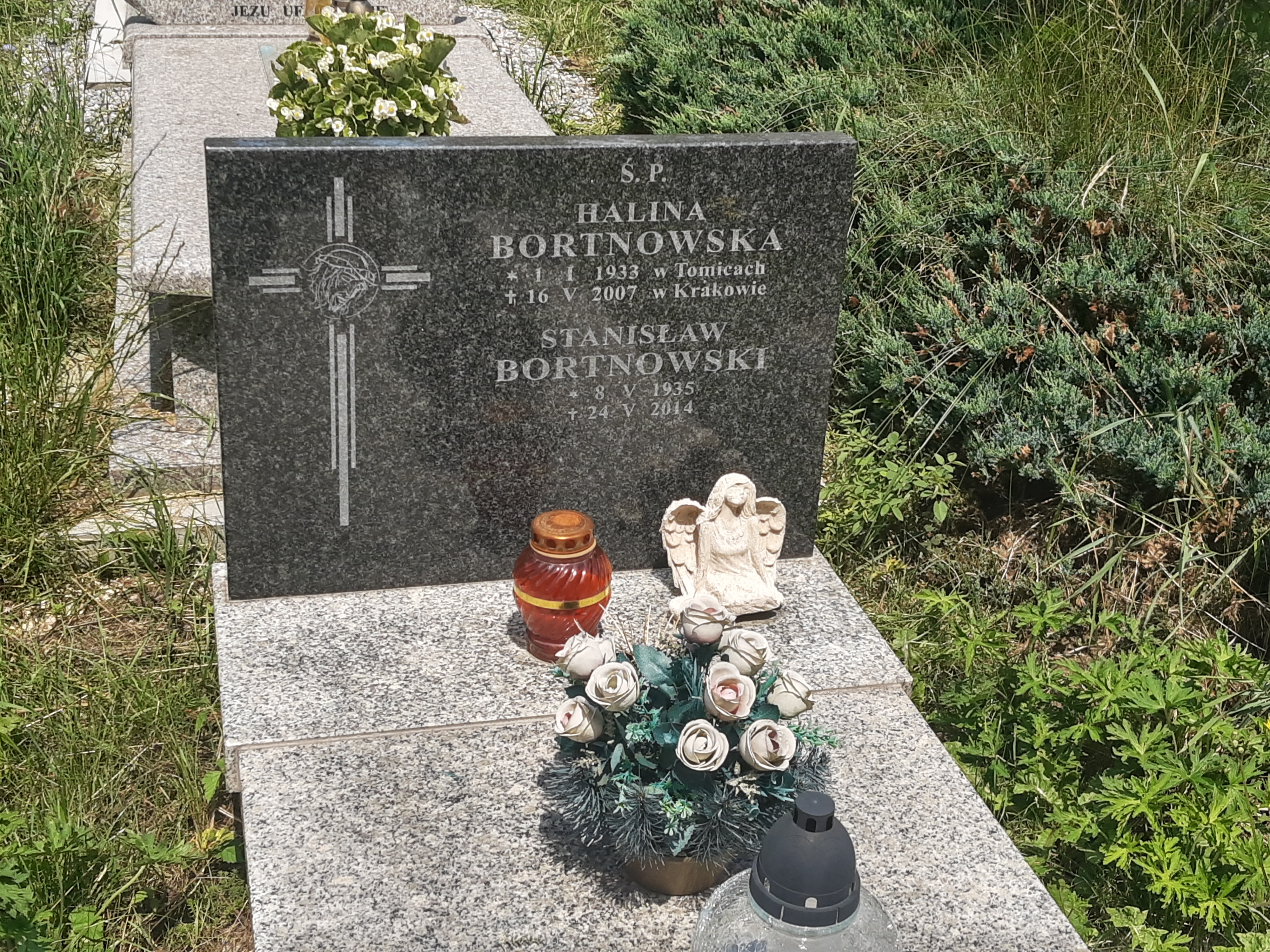
Grób dra Stanisława Bortnowskiego na Cmentarzu Prądnik Czerwony

## Wybrana bibliografia autorska
- 35 lat Gimnazjum Polskiego i Liceum Ogólnokształcącego im. Stefana Żeromskiego w Kwidzynie : 1937-1972 (przewodn. kom. red. Stanisław Bortnowski; Wydaw. Kat. i Cen., Warszawa dr. 1972)
- Ferdydurkizm czyli Gombrowicz w szkole (Wydawnictwo Piotra Marciszuka Stentor, Warszawa, 1994; ISBN 83-86018-17-8)
- Gombrowicz w szkole czyli Ferdydurkizm (Wydawnictwo Piotra Marciszuka Stentor, Warszawa, cop. 2004; ISBN 83-89315-40-8)
- Jak uczyć poezji ? ("Brictius", Warszawa, 1991; ISBN 83-85284-04-4, wyd. 2 "Stentor", Warszawa, 1998; ISBN 83-86018-45-3)
- Jak zmienić polonistykę szkolną? (Wydawnictwo Piotra Marciszuka Stentor, Warszawa, 2009; ISBN 978-83-61245-38-4)
- Konteksty dzieła literackiego : inspiracje metodyczne dla nauczycieli szkół średnich (Wydawnictwa Szkolne i Pedagogiczne, Warszawa, 1991; ISBN 83-02-04294-3)
- Młodzież a lektury szkolne (Wydawnictwa Szkolne i Pedagogiczne, Warszawa, 1974)
- Na tropach szkolnej polonistyki : truizmy, sugestie, polemiki (Państwowe Zakłady Wydawnictw Szkolnych, Warszawa, 1969)
- Nowe spory, nowe scenariusze (Wydawnictwo Piotra Marciszuka Stentor, Warszawa, 2001; ISBN 83-86018-76-3)
- O godność stanu nauczycielskiego (MKZ NSZZ „Solidarność” RŚW, Lublin, 1981)
- "Potop" w szkole : odbiór powieści Henryka Sienkiewicza : wnioski dydaktyczne (Wydawnictwa Szkolne i Pedagogiczne, Warszawa 1988; ISBN 83-02-03585-8)
- Przewodnik po sztuce uczenia literatury (Wydawnictwo Piotra Marciszuka Stentor, Warszawa, 2005; ISBN 83-89315-44-0)
- Scenariusze półwariackie czyli Poezja współczesna w szkole (Stentor, Warszawa, 2002; ISBN 83-86018-38-0)
- Scenariusze przekorne i prawie niemożliwe (Wydawnictwo Piotra Marciszuka Stentor, Warszawa, 2013; ISBN 978-83-63462-00-0) wspólnie z Anną Biernacką
- Spór z polonistyką szkolną : szkice publicystyczne (Wydawnictwa Szkolne i Pedagogiczne, Warszawa, 1988; ISBN 83-02-03343-X)
- Spór ze szkołą : zapis z lat siedemdziesiątych (Wydaw. Literackie, Kraków, 1982; ISBN 83-08-00784-8)
- Ścisłość i emocja : szkice polonistyczne (Wydawnictwa Szkolne i Pedagogiczne, Warszawa, 1977)
- Warsztaty dziennikarskie ("Stentor", Warszawa, cop. 1999; ISBN 83-86018-58-5)
- Zdziwienia polonistyczne czyli O sztuce na lekcjach polskiego ("Stentor", Warszawa, 2003; ISBN 83-89315-13-0)